# Warna (powieść)
Warna – powieść historyczna Zofii Kossak-Szczuckiej opublikowana po raz pierwszy w 1939 r.

## Treść
Akcja utworu rozgrywa się w okresie panowania Władysława III Warneńczyka. Akcja obejmuje okres od wyjazdu Władysława na Węgry do jego śmierci w bitwie pod Warną (1444). Król przedstawiony został jako szlachetny rycerz bez skazy, uwikłany w konflikt interesów pomiędzy dwoma podległymi mu państwami.

## Geneza
W końcowym rozdziale autorka wyjaśnia, że celem napisania powieści było obalenie fałszywej legendy o tym, jakoby Władysław III Warneńczyk miał zerwać traktat pokojowy z Turkami, tym samym łamiąc dane słowo. 